# Pel de Bou
Pel de Bou es un cultivar de higuera de tipo higo común Ficus carica, bífera (dos cosechas: brevas de junio, higos de agosto) de higos de epidermis con color de fondo morado marronáceo terroso con sobre color verde amarillento terroso. Se cultiva en la colección de higueras de Montserrat Pons i Boscana en Llucmajor, Islas Baleares.

## Sinonimia
- „Forastera“ en Lloret,[3][5][6]
- „De La Penya“ en Islas Baleares

## Historia
Actualmente la cultiva en su colección de higueras baleares Montserrat Pons i Boscana, rescatada de un ejemplar o higuera madre cultivada en "Míner" en el término de Llucmajor, propiedad de Josep Sacarès i Mulet.
Esta variedad es muy parecida a la variedad 'Rogisca'.
La variedad 'Pel de Bou' se denomina así por la pilosidad muy marcada en los higos a semejanza de la piel del buey.

## Características
La higuera 'Pel de Bou' es una variedad bífera de tipo higo común. Árbol de desarrollo mediano, con la copa deforme, de ramas esparcidas y de follaje muy denso. Sus hojas con 3 lóbulos (85%) son las mayoritarias, y de 1 lóbulo (15%). Sus hojas con dientes presentes y márgenes dentados poco recortados. 'Pel de Bou' tiene poco desprendimiento de higos, y un rendimiento productivo alto por cada árbol. La yema apical cónica de color verde amarillento.
Los frutos 'Pel de Bou' son brevas e higos ambos piriformes, que presentan unos frutos medianos de unos 26,390 gramos en promedio, de epidermis de consistencia muy blanda, grosor de la piel delgada pero muy áspera y gran pilosidad, de color de fondo morado marronáceo terroso con sobre color verde amarillento terroso. Ostiolo de 1 a 3 mm con escamas grandes rosadas. Pedúnculo de 5 a 10 mm cilíndrico verde amarillento, es variable puede alargarse bastante. Grietas longitudinales gruesas y escasas. Costillas prominentes. Con un ºBrix (grado de azúcar) de 19 poco dulce aguanoso, con consistencia muy blanda, con color de la pulpa rojo marrón. Con cavidad interna ausente o muy pequeña y una gran cantidad de aquenios pequeños. Son de un inicio de maduración de la escasa producción de brevas el 18 de junio, la cosecha de higos más prolífica sobre el 16 de agosto, hasta 22 de septiembre. Tienen un rendimiento por árbol alto y prolongado.
Se usan frescos y secos para alimentación animal. Producción alta y prolongada. Muy difícil abscisión del pedúnculo y mediana facilidad de pelado. Resistentes a las lluvias,y a la apertura del ostiolo y muy susceptibles al transporte, y al agriado. Los higos maduran rápidamente, muy reconocibles por su color terroso cuando maduran, pero les cuesta desprenderse de la higuera.

## Cultivo
'Pel de Bou', se utiliza en fresco y seco para consumo animal (ganado porcino y ovino). Se está tratando de recuperar de ejemplares cultivados en la colección de higueras baleares de Montserrat Pons i Boscana en Llucmajor.